# プログレスM1-7
プログレスM1-7は2001年にロシア連邦宇宙局が国際宇宙ステーション(ISS)の補給のために打ち上げたプログレス補給船。NASAではProgress 6や6Pとも称する。プログレス-M1 (11F615A55)型であり、シリアル番号は256番だった。

## 運用
プログレスM1-7は2001年11月26日18時24分12秒(GMT)にバイコヌール宇宙基地1/5発射台からソユーズ-FGで打ち上げられた。2日後の11月28日19時43分2秒(GMT)にISSのズヴェズダモジュールのAftポートにドッキングした。ドッキングポートに残っていたプログレスM-45のデブリのためきっちりとしたドッキングが確立できなかったが、この破片は12月3日に行われた臨時の宇宙遊泳で取り除かれ、その後M1-7はしっかりとドッキングした。
プログレスM1-7は3ヵ月半ほどISSにドッキングし、プログレスM1-8の到着に備えて2002年3月19日17時43分(GMT)にドッキングを解除した。翌日の3月20日1時27分(GMT)に軌道離脱を行い、太平洋上の大気圏に再突入して燃焼、燃え残りは2時20分(GMT)ごろ海上に落下した。

## 搭載貨物
プログレスM1-7は第3次長期滞在などのクルー向けの食料、水、酸素や科学実験用の物品類を搭載していた。人工衛星のKolibri-2000も貨物として搭載しており、ISSから離脱後の2002年3月19日22時28分(GMT)に展開された。